# 大野集落
大野集落（おおのしゅうらく）は、現在の長崎県長崎市の下大野町と上大野町および越首地区と辻地区を指す旧総称（江戸時代は大野郷、明治以降は大野村）で、いわゆる隠れキリシタンが切り拓いた集落の景観を保持している。集落内には重要文化財指定の大野教会堂がある。

## 歴史
大野は西彼杵半島のほぼ中央、角力灘に面し、大野岳（352.3m）の南西斜面（海抜80～170m）と国道202号の間に立地する（集落名は大野岳に由来）。大野のキリシタンは平戸島の領主であった松浦氏の家臣で春日集落を所領としていた籠手田安一が1599年（慶長4年）に追放され、一族・家臣らが大野に流転してきたことに始まるとされる。籠手田一族が大野へ逃れてきたのは、西彼杵の大半を支配していた大村純忠が1563年（永禄6年）に洗礼しキリスト教を庇護したことで領民の多くがキリシタンとなっていたことによる。1612年（慶長17年）に江戸幕府が禁教令を発布したことで大村藩はキリシタン摘発を始めるが、大野周辺は佐賀藩の飛地（深堀鍋島家領）であったため追及の手が及びにくく、一帯がリアス式海岸のため陸路での接近が難しいこともあり、隠れキリシタンが潜伏するのに適した地の利であった。『大村藩史』によると大野は1670年（寛文10年）に開村、当時は147軒の家屋があった。大野では集落内にある大野神社・門神社・辻神社の3つの神社はキリシタンの庄屋が神主を勤め、村人は氏子としても振る舞い、外見は神社を装いながらキリスト教寺院として機能させ続けた。特に門神社は島原の乱を生き延び逃れ匿われた本田敏光（サンジュアン）が祀られ、辻神社の背後にはキリシタン指導者の積石墓が残り一体化して神聖視されてきた。
集落における生業は畑作と林業・漁業で、大村藩下で記された『郷村記』『見聞集』によると、農作物はサツマイモを主体にムギ・ソバ・大豆と野菜類であった。1877年（明治11年）にド・ロ神父が外海に赴任したことで大野集落から約30戸がカトリックに復帰した。ド・ロ神父は出津教会堂の巡回教会として大野に教会堂を私費で建てるにあたり、集落の26戸の信者が貧しいながらも資材（外壁となるド・ロ壁用の石材）運搬などに協力した。

## 現在
もともと大野教会堂は2016年（平成28年）の第40回世界遺産委員会において世界遺産登録審査予定であった長崎の教会群とキリスト教関連遺産の構成資産であったが、ユネスコの諮問機関である国際記念物遺跡会議（イコモス）より「禁教期を重点にすべき」との指摘をうけ2016年2月9日に閣議了解で推薦が一旦取り下げられ、7月25日に文化庁文化審議会により改めて2018年の審査対象となった（2018年6月30日に長崎と天草地方の潜伏キリシタン関連遺産として世界遺産登録が決定）。この際、それまで構成資産の主体であった大野教会堂が禁教明けの明治時代に建てられたものであるため、再推薦では禁教期に隠れキリシタンが構築した大野集落を主体とし、教会堂は集落に包括される形式となった。文化庁は世界遺産に求められる完全性（法的保護根拠）として重要文化的景観を適用することを決め、隣接する出津（小田平集落）が重要文化的景観「長崎市外海の石積集落景観」として2012年に選定されていたため、長崎市は2015年に大野地区の追加申し出を行い、2018年2月13日に追加選定をうけた。また、集落全体が景観法の景観計画重点地区にもなっている。
2010年時点で、上大野には46世帯88人、下大野には58世帯138人が暮らしている。海岸線は急峻な崖状をなし、家屋は斜面地形に配置されることから段丘状になり、段差毎に石積み（石垣）を構築する。道路は舗装されたが、路肩は石積みを活かしている。現在の周辺景観はゆうこうの果樹園が広がる。集落内を大野岳への登山道となる九州自然歩道が通り抜けている。

## ギャラリー

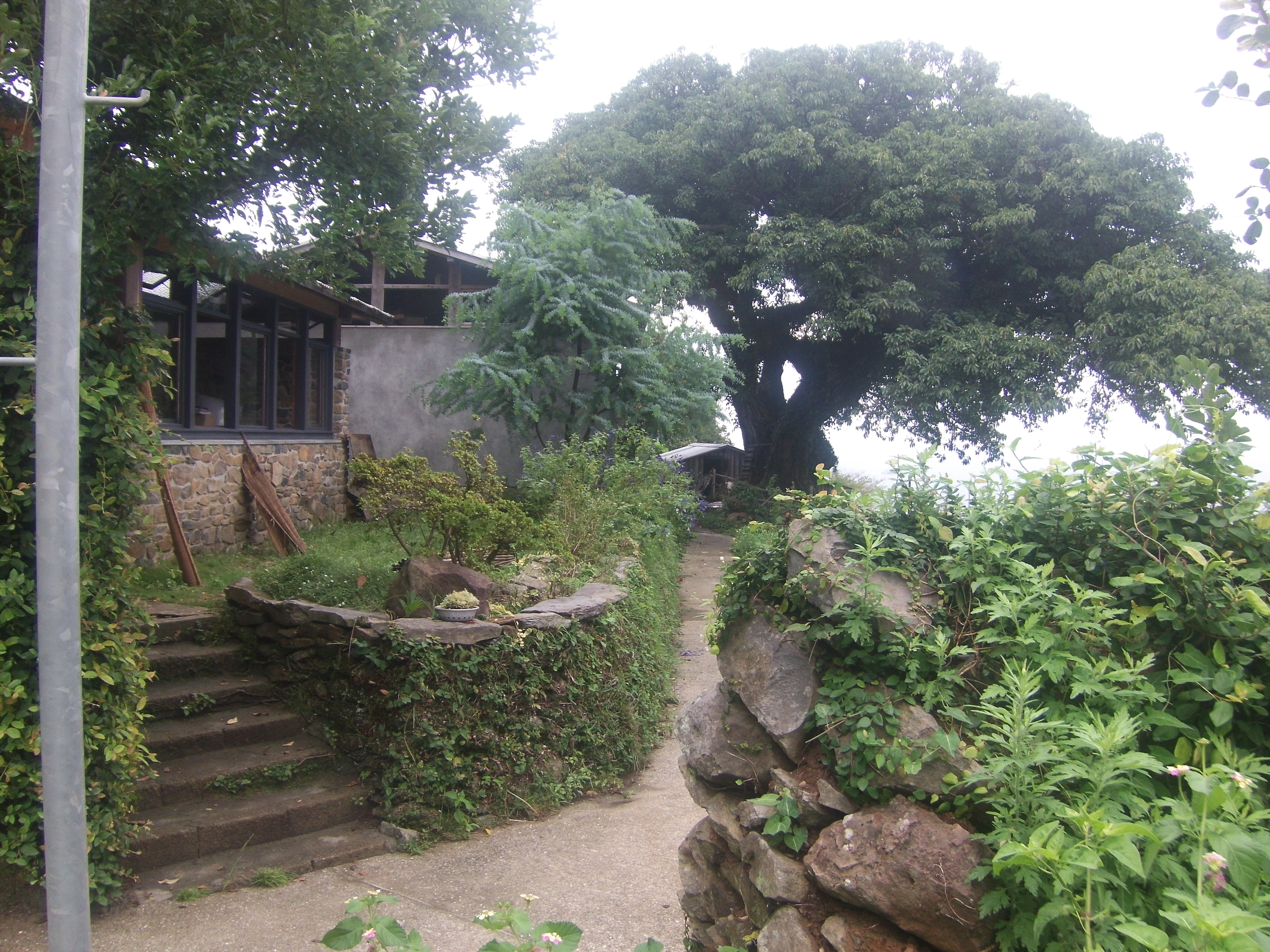
上大野の石積み景観
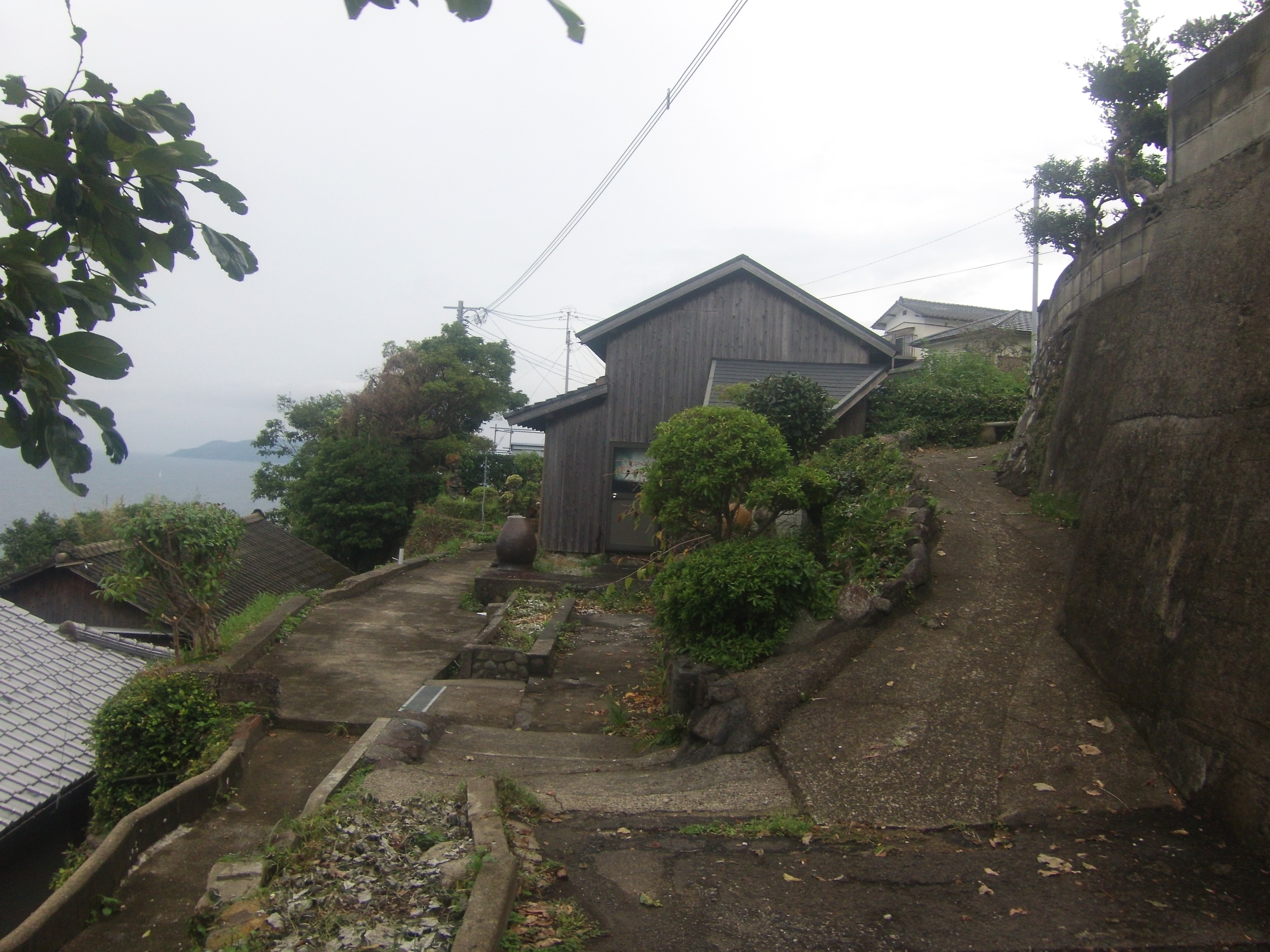
下大野の家屋・路地景観
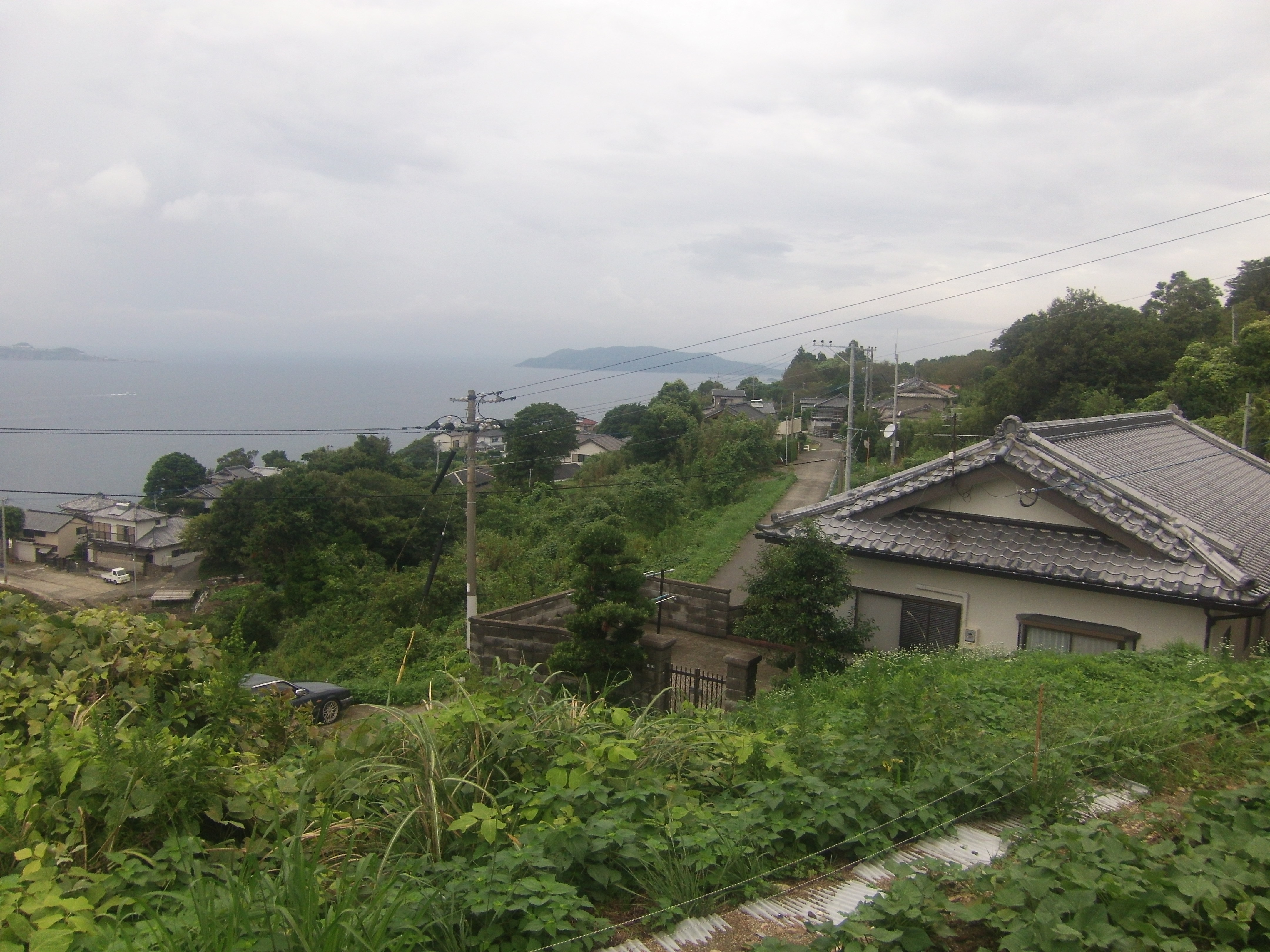
辻地区の眺望
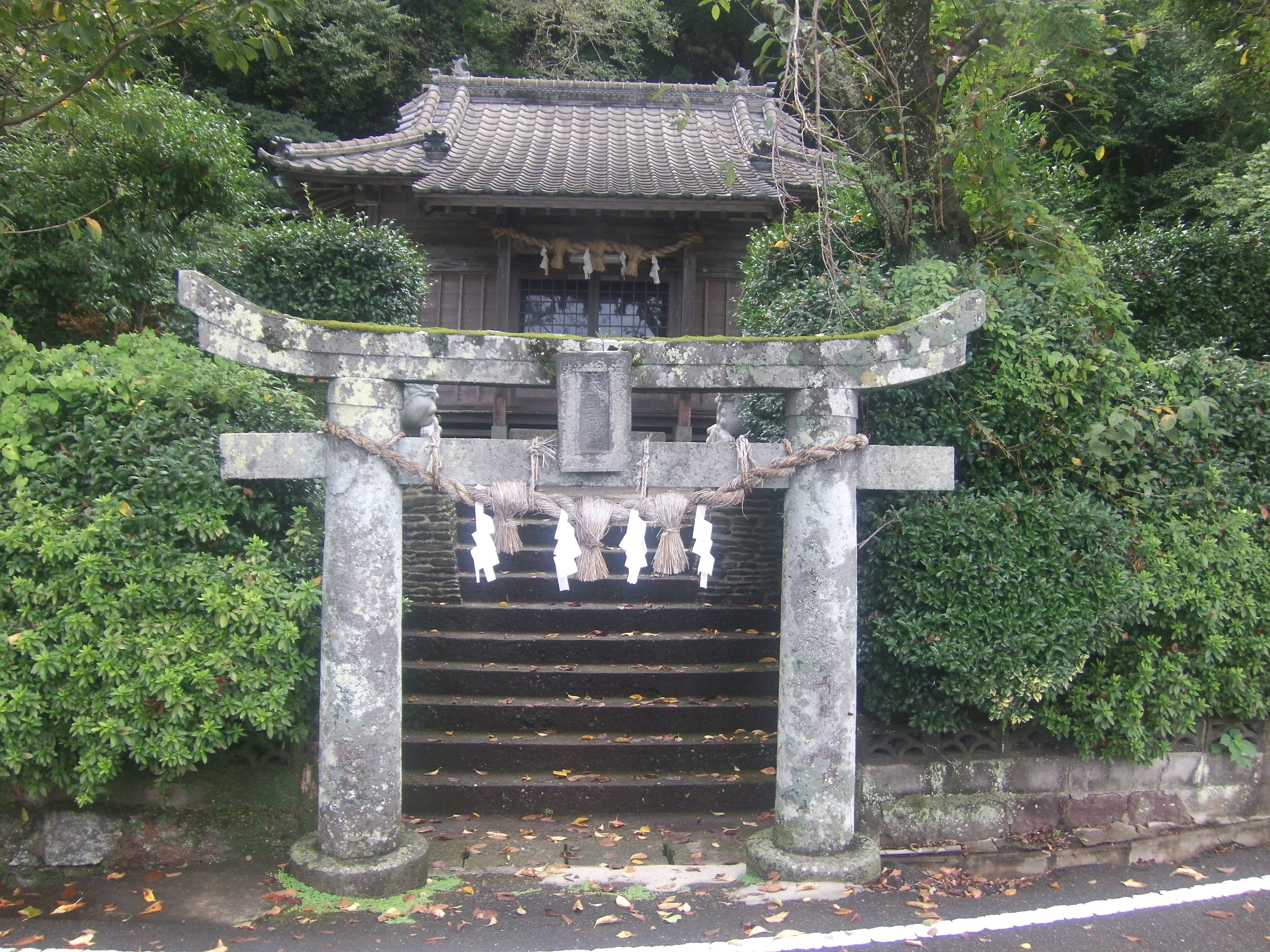
大野神社（上大野）
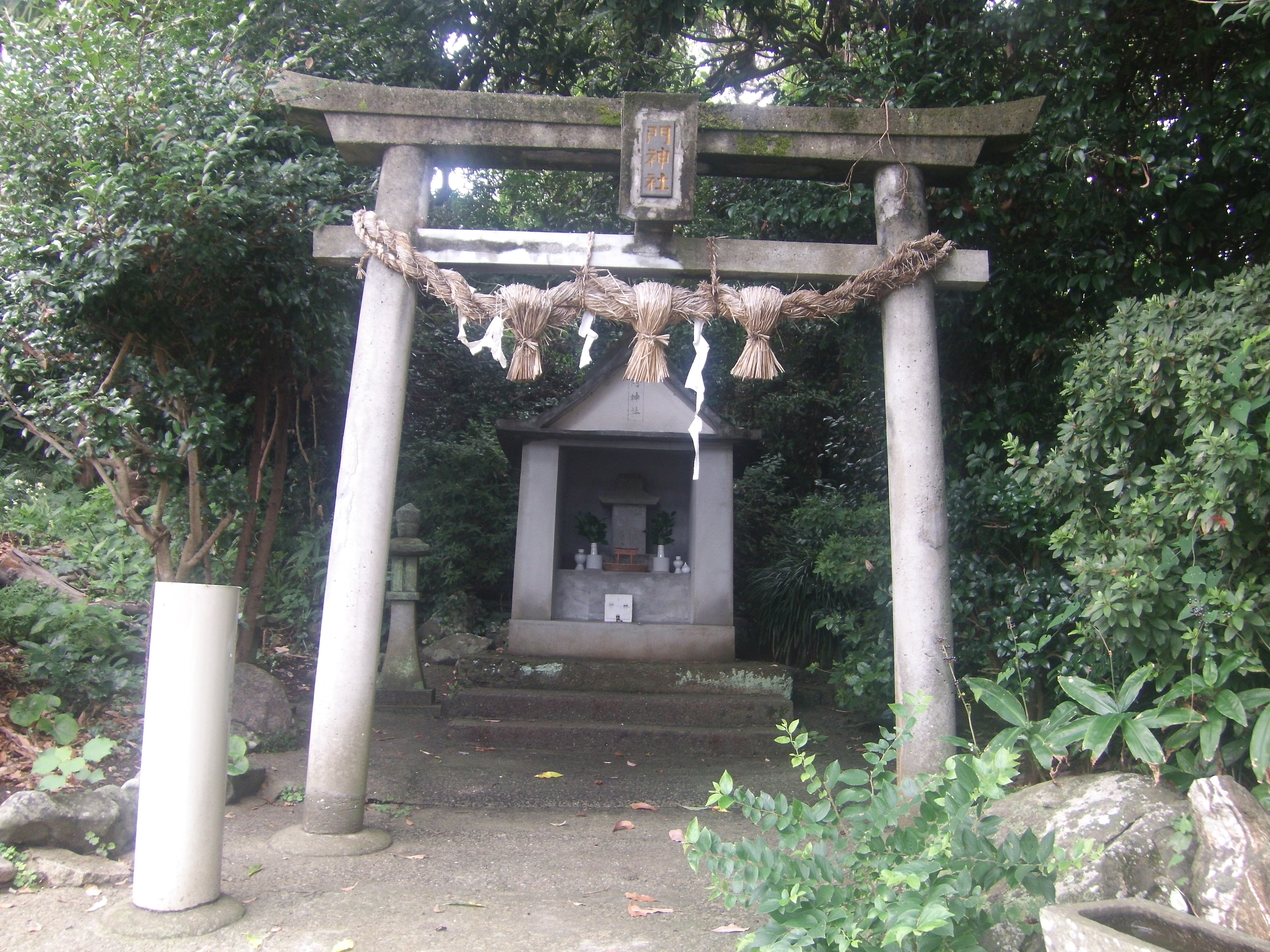
門神社（下大野）
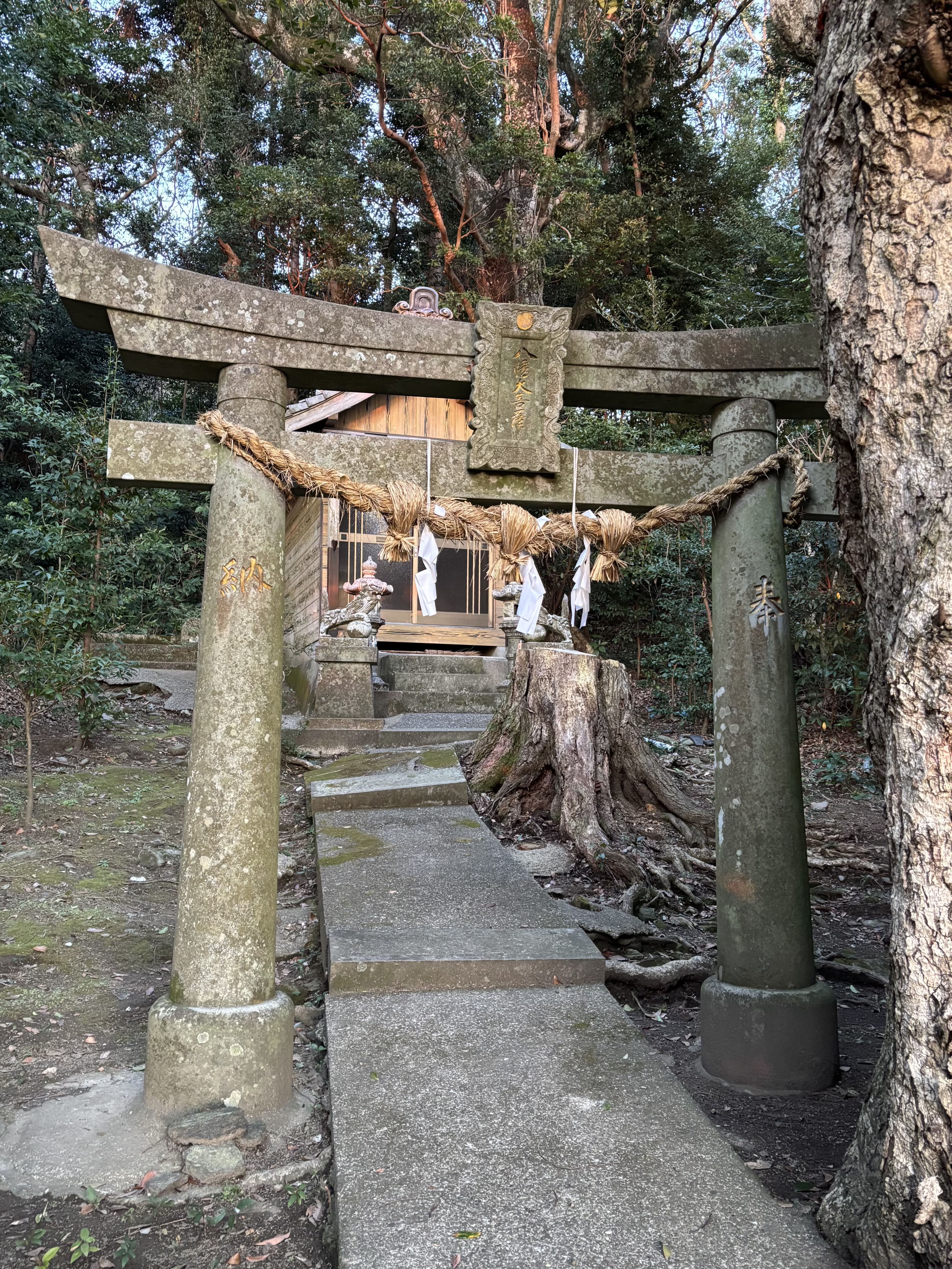
辻神社（辻）